# 在新潟中華人民共和国総領事館
在新潟中華人民共和国総領事館（ざいにいがたちゅうかじんみんきょうわこくそうりょうじかん、簡体字中国語: 中华人民共和国驻新潟总领事馆、英語: Consulate-General of the People's Republic of China in Niigata）、在新潟中国総領事館（簡体字中国語: 中国驻新潟总领事馆、英語: Consulate-General of China in Niigata）は、中華人民共和国が日本の新潟県新潟市に設置している総領事館である。
2010年6月24日、6番目の駐日総領事館として新潟市に開設された。初代総領事は前江蘇省外事弁公室主任の王華。

## 所在地
〒951-8104 新潟県新潟市中央区西大畑町5220-18

## 領事管轄区域
新潟県、福島県、山形県、宮城県

## 総領事
| 代 | 氏名（日本語） | 氏名（中国語簡体字） | 着任       | 退任       | 備考              |
| -- | -------------- | -------------------- | ---------- | ---------- | ----------------- |
| 1  | 王華           | 王华                 | 2010年6月  | 2013年11月 | [ 4 ]             |
| 2  | 何平           | 何平                 | 2014年2月  | 2017年1月  | [ 4 ]             |
| -  | 季文斌         | 季文斌               | 2017年1月  | 2017年2月  | 総領事代理        |
| 3  | 孫大剛         | 孙大刚               | 2017年2月  | 2022年12月 | [ 4 ] [ 6 ] [ 7 ] |
| -  | 劉宏           | 刘宏                 | 2022年12月 | 2023年9月  | 総領事代理        |
| 4  | 崔為磊         | 崔为磊               | 2023年9月  | （現職）   | [ 9 ]             |